# Marina Babieszyna
Marina Igoriewna Babieszyna z d. Szeszenina; (ros. Марина Игоревна Шешенина-Бабешина; ur. 26 czerwca 1985 roku w Jekaterynburgu) – rosyjska siatkarka, reprezentantka Rosji, grająca na pozycji rozgrywającej. W 2004 roku zdobyła srebrny medal na Igrzyskach Olimpijskich w Atenach. Została odznaczona tytułem Zasłużonego Mistrza Sportu, a także Orderem „Za zasługi dla Ojczyzny” II klasy 2 października 2006 r.
Jest żoną rosyjskiego siatkarza – Aleksieja Babieszyna.

## Kluby
| Lata                 | Klub                    |
| -------------------- | ----------------------- |
| 2001–2003            | Urałoczka Jekaterynburg |
| 2003–2004            | Dinamo Moskwa           |
| 2004–2011            | Urałoczka Jekaterynburg |
| 2011–2012            | Dinamo Kazań            |
| 2012–2013            | Tiumeń TiumGU           |
| 2013–2015            | Omiczka Omsk            |
| 2015–2017            | Urałoczka Jekaterynburg |
| 2017–2021            | Dinamo Moskwa           |
| 2022 (od 17.01.2022) | Dinamo Krasnodar        |

## Sukcesy klubowe
Liga Mistrzyń:
- 2003
- 2012

Mistrzostwo Rosji:
- 2003, 2005, 2012, 2017, 2018, 2019
- 2004, 2016, 2021
- 2008, 2009, 2014

Puchar CEV:
- 2009

Superpuchar Rosji:
- 2017, 2018

Puchar Rosji:
- 2018

## Sukcesy reprezentacyjne
Grand Prix:
- 2003, 2006, 2009

Igrzyska Olimpijskie:
- 2004

Mistrzostwa Europy:
- 2005

Mistrzostwa Świata:
- 2006

## Odznaczenia
- Odznaczona tytułem Zasłużonego Mistrza Sportu.
- Order „Za zasługi dla Ojczyzny” II klasy (3 października 2009)